# Joshua Barnes
Pour les articles homonymes, voir Barnes.
Joshua Barnes (10 janvier 1654 - 3 août 1712), helléniste anglais, né à Londres. 

## Biographie
Professeur de grec à l'université de Cambridge (1695), il a laissé outre plusieurs ouvrages originaux (Gerania, ou la Découverte des Pygmées, 1675), des éditions estimées de :
- Euripide, Cambridge, 1694 ;
- Anacréon, 1705 ;
- Homère, 1710.

Il avait beaucoup d'érudition, mais peu de jugement et de goût, ce qui fit dire au théologien Richard Bentley que Barnes savait le grec aussi bien qu'un savetier d'Athènes.